# Аль-Ашраф Инал
Аль-Малик аль-Ашраф Сайф ад-Дин Абу-ль-Наср Инал ибн Абдаллах аль-Алаи аз-Захири ан-Насири (араб. الأشرف سيف الدين إينال‎; ум. 25 февраля 1461 года) — мамлюкский султан Египта в 1453—1461 годах из династии Бурджитов.
Родился в Каире в семье черкесского торговца. Другой торговец, Ала аль-Дин, купил его и в 1397 году перепродал султану Баркуку. При его дворе Инал прошёл военную подготовку. После смерти Баркука султан Фарадж принял Инала в свою личную охрану. Султан Барсбей в 1422 году назначил его эмиром. 
С 1428 года наиб Газы. В 1432 году участвовал в военном походе против Ак-Коюнлу, со следующего года наиб Эдессы, с 1437 года — наиб Сафеда. С 1442 года давадар кабир (главный исполнительный секретарь). С 1445 года главнокомандующий армией.
В 1453 году султан Джакмак отрёкся от трона в пользу 18-летнего сына Усмана и вскоре умер. Мамлюкская верхушка отказалась признать Усмана и провозгласила султаном Инала.
Он поддерживал свою власть с помощью тысячной гвардии, которая находилась под его личным командованием и, получая низкое жалование, занималась грабежами и поборами. В июне 1455 года подавил восстание черкесских мамлюков. Приказал арестовать халифа аль-Каима, поддержавшего мятежников, и заменил его на аль-Мустанджида. Поддерживал дружеские отношения с Османской империей, в 1457 году отвоевал у бейлика Караманидов Тарсус и Адану. В 1460 году послал флот в поддержку Иоанна II – претендента на Кипрское королевство.
Тяжело заболев, 25 февраля 1461 года отрёкся от трона в пользу старшего сына Ахмада и на следующий день умер.